# هانس کریستنسن
هانس کریستنسن (دانمارکی: Hans Kristensen؛ زادهٔ ۲۵ سپتامبر ۱۹۴۱) کارگردان فیلم، فیلم‌نامه‌نویس اهل دانمارک است. او از سال ۱۹۷۳ تاکنون ۱۱ فیلم را کارگردانی کرده‌است.